# NGC 1359
NGC 1359 is een balkspiraalstelsel in het sterrenbeeld Eridanus. Het hemelobject werd op 12 oktober 1836 ontdekt door de Britse astronoom John Herschel.

## Synoniemen
- PGC 13190
- ESO 548-39
- MCG -3-10-7
- IRAS03315-1939